# Internationell regim
En internationell regim är en form av mellanstatligt och internationellt samarbete som växt fram sedan andra världskriget. Den kännetecknas av att flera stater med sammanfallande intressen kommer överens om gemensamma riktlinjer på ett specifikt område i syfte att gemensamma mål kan uppnås.

## Definition
Akademikern Stephen D. Krasner formulerade den mest använda definitionen på begreppet internationella regimer som följande: ”A set of implicit principles, norms, rules, and decision making procedures around which actor´s expectations converge in a given area of international relations” i journalen International Organization.
Det finns olika definitioner av vad en internationell regim är. En populär definition som tar sin avstamp i en kritik av neorealismens syn på internationellt samarbete, betonar staters och regimers självständighet att verka bortom och oberoende av en stormakts inflytande genom en s.k hegemon (suveränt dominerande ställning). I en bred mening har syftet med dessa internationella kontrollregimer varit att utifrån sammanfallande intressen, i en eller flera frågor, skapa och upprätthålla ett gemensamt system på regional eller global nivå som karaktäriseras av gemensamma normer, regler och värderingar. Dessa system upprätthålls av staterna genom olika former av legala eller icke-legala överenskommelser. Exempelvis. inom det nukleära icke-spridningsområdet finns icke-spridningsavtalet som i delar utgör etablerade system med syftet att förhindra spridning av kärnvapen. Enligt neorealistisk teoribildning kan nämligen enbart en internationell regim fungera om en militärt stark stat, i form av en hegemonisk kraft, ingår i systemet. Det måste finnas en stark stat som kan garantera att sanktioner i olika former kan utverkas om någon part bryter mot regimens normer och regler.
Neorealismen är överens om följande principer gäller för en internationell regim:
- Stater agerar i ett anarkiskt system;

- Stater är rationella och enhetliga aktörer;

- Stater är de enheter som ansvarar för etablerandet av regimer;

- Regimer baseras på samarbete i det internationella systemet;

- Regimer gynnar internationell ordning

I forskningen kan man urskilja tre förklaringar till att stater etablerar och upprätthåller internationella regimer. Den maktbaserade förklaringen lyfts fram av neorealister. Dessa hävdar att den huvudsakliga drivkraften till att internationella regimer bildas och upprätthålls är när stater inte mäktar med att agera ensamma och oberoende och måste av den anledningen samarbeta med andra nationer. Regimen skapas i syfte att fördela och prioritera makt mellan deltagarstaterna för att uppnå de mål som regimen har definierat. Eftersom det inte kan finnas en i praktiken fungerande överstatlig auktoritet som kan reglera alla staters mellanhavanden i det internationella systemet, enligt neorealisterna, måste staterna själva hantera och ansvara för detta. Staterna går därför samman i internationella regimer för att uppnå de mål som formuleras av regimen i fråga. Även om det finns viss bäring för denna hypotes, har senare forskning kommit fram till att den maktbaserade förklaringsmodellen spelar allt mindre roll i dagens värld.
I den kunskapsbaserade förklaringen hävdar man att det varken är strävan efter makt eller gemensamma intressen som är drivkrafterna till att internationella regimer bildas. 37 Orsaken bör snarare sökas i en process där stater förhandlar med varandra över tid där såväl särskiljande som sammanfallande intressen påverkar utgången. Med tiden etableras olika normer och värderingar men huvuddrivkraften bakom denna process bygger på de idéer om samarbete och kunskaper som vuxit fram i arbetet med att skapa en gemensam internationell regim.
Den intressebaserade förklaringen framhålls av liberala institutionalister. Stater sluter sig samman i en regim beroende på att de delar gemensamma normer och värderingar. De har sammanfallande intressen av att upprätthålla regimens gemensamma spelregler. Därmed skapar kontrollregimen ett regelsystem som får till konsekvens att vissa sorters beteenden premieras. Man kan säga att det finns en lösning på säkerhetsdilemmat som realisterna betonar, och denna lösning består i att etablera och upprätthålla internationella regimer. En internationell regim utgör i det perspektivet ett gemensamt, lång-siktigt samarbete som leder till en autonom påverkan på enskilda staters handlande. Den forskning som gjorts om internationella regimers validitet verkar stärka den intressebaserade förklaringen som den mest berättigande.